# إيليان ستيفانوف
إيليان ستيفانوف (بالبلغارية: Илиян Стефанов)‏ هو لاعب كرة قدم بلغاري في مركز الوسط، ولد في 20 سبتمبر 1998 في صوفيا في بلغاريا.

## وصلات خارجية
- إيليان ستيفانوف على موقع الاتحاد الأوربي (الإنجليزية)
- إيليان ستيفانوف على موقع قاعدة بيانات كرة القدم.إي يو (الإنجليزية)
- إيليان ستيفانوف على موقع Soccerway.com (الإنجليزية)
- إيليان ستيفانوف على موقع عالم كرة القدم.نت (الإنجليزية)